# Граунд-Зиро

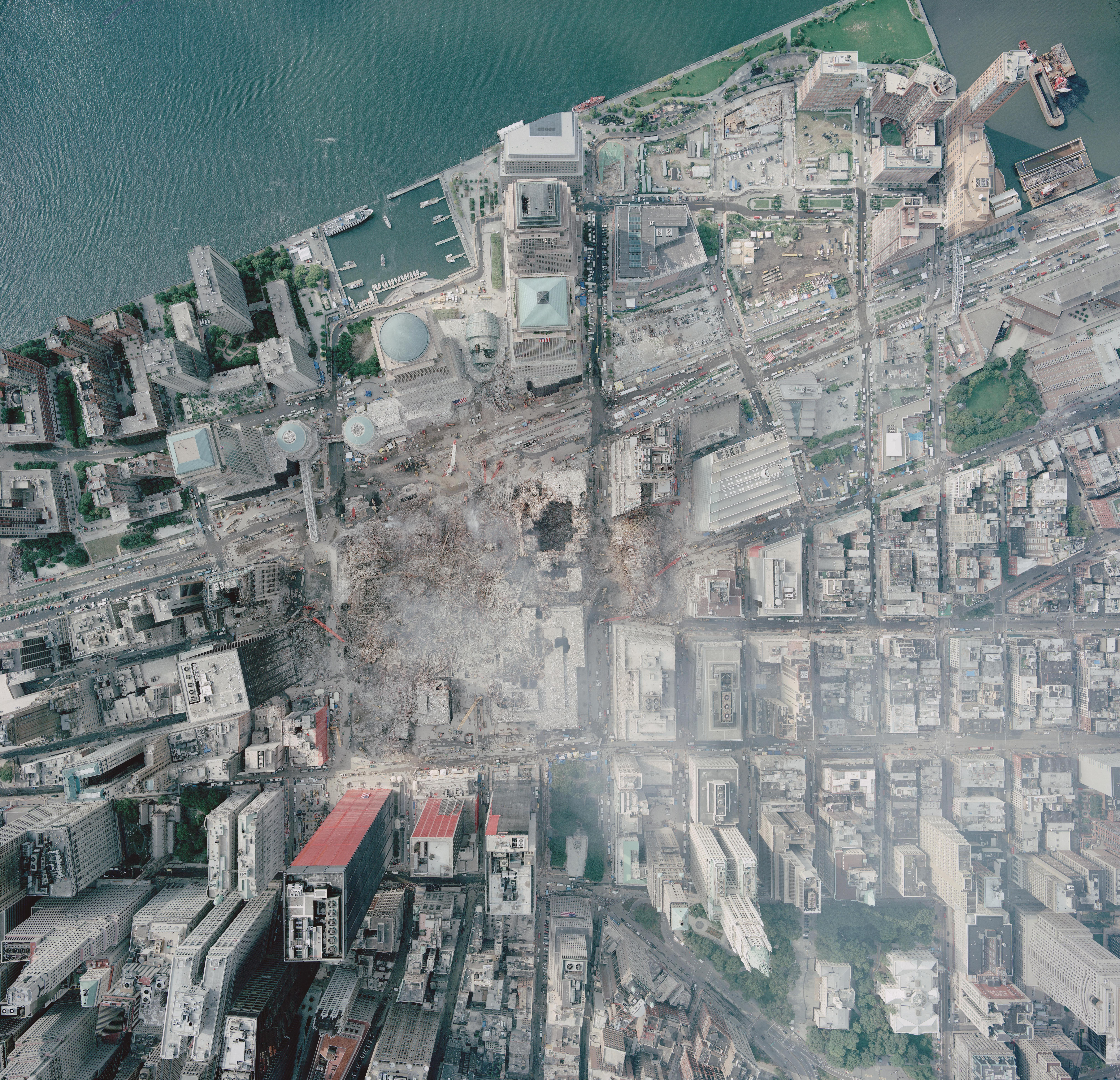
Аэрофотоснимок Граунд-Зиро 23 сентября 2001 года

Гра́унд-Зи́ро (англ. Ground Zero, Эпицентр) — участок в Нижнем Манхэттене площадью 65 000 м², на котором до 11 сентября 2001 года располагался первоначальный комплекс зданий Всемирного торгового центра. Владельцем участка является Портовое управление Нью-Йорка и Нью-Джерси.
Западная часть Граунд-Зиро прежде находилась под водами реки Гудзон. В 1613 году в этом месте потерпел крушение корабль Tyger голландского мореплавателя Адриена Блока. Вынужденный зимовать на Манхэттене, экипаж корабля основал первое на острове европейское поселение. Останки корабля были погребены вследствие расширения береговой линии. Они были обнаружены в ходе проводившихся в 1916 году земляных работ. В XVIII веке в этом месте затонул ещё один корабль. Его останки были обнаружены археологами в 2010 году.
Вплоть до 1960 годов на месте Граунд-Зиро располагалось множество магазинов электронно-бытовых товаров. Этот район в те годы даже носил название Радиоряд (англ. Radio Row). В рамках возведения в 1968—1973 годах комплекса Всемирного торгового центра магазины были снесены.
11 сентября 2001 года в результате крупнейшей террористической атаки башни комплекса были разрушены. Это вызвало значительное распространение пыли, а участок Граунд-Зиро оказался завален сотнями тысяч тонн обломков. Для того чтобы облегчить расчистку участка и поиск тел погибших, Пожарный департамент Нью-Йорка поделил Граунд-Зиро на четыре условных сектора. Разбор завалов был завершён к маю 2002 года. Бо́льшая их часть была свезена на крупную свалку Фрешкиллс на Статен-Айленде. Обломки Южной башни серьёзно повредили стоявшее неподалёку здание Deutsche Bank Building. Оно оказалось заполненным токсичной пылью. В 2002 году Deutsche Bank признал, что здание не подлежит восстановлению, и к январю 2011 года оно было полностью снесено. К февралю 2005 года была завершена идентификация обнаруженных на Граунд-Зиро человеческих останков.
Вскоре после обрушения башен мэр Нью-Йорка Рудольф Джулиани, губернатор штата Нью-Йорк Джордж Патаки и президент Джордж Буш заявили о том, что участок Граунд-Зиро будет застроен вновь. В ноябре 2001 года губернатор Патаки учредил Корпорацию развития Нижнего Манхэттена (LMDC). Она наделена полномочиями контролировать процесс восстановления комплекса. LMDC координирует взаимодействие федерального правительства США с Портовым управлением Нью-Йорка и Нью-Джерси, Ларри Сильверстайном и студией Даниэля Либескинда, а также взаимодействует с местными жителями, компаниями, властями Нью-Йорка и родственниками погибших 11 сентября. На участке уже возведены или находятся на стадии строительства следующие объекты комплекса ВТЦ:
- Всемирный торговый центр 1
- Всемирный торговый центр 2
- Всемирный торговый центр 3
- Всемирный торговый центр 4
- Всемирный торговый центр 5
- Всемирный торговый центр 7
- Национальный мемориал и музей 11 сентября

Помимо указанных зданий, по адресу Сидар-стрит, 155 велось восстановление церкви Святого Николая. Также реализован проект транспортного комплекса World Trade Center.
11 марта 2002 года на Граунд-Зиро было установлено 88 прожекторов. Они направлены вверх и образуют два мощных луча. Инсталляция получила название «Посвящение в свете» (англ. Tribute in Light). До 14 апреля 2002 года прожекторы зажигались каждый вечер. Ныне это происходит лишь ежегодно 11 сентября.